# To SquarePants or Not to SquarePants
«To SquarePants or Not to SquarePants» (titulado: «Pantalones nuevos» en Hispanoamérica y «Ser o no ser pantalones cuadrados» en España) es un episodio de la serie de televisión animada estadounidense Bob Esponja, que actúa como la segunda mitad del episodio 16 de la sexta temporada y el episodio 116 en general. Se emitió por primera vez en Nickelodeon en Estados Unidos el 17 de julio de 2009 y fue escrito por Luke Brookshier, Nate Cash y Steven Banks.
En el episodio, Bob Esponja accidentalmente encoge sus pantalones en la secadora y al no poder encontrar un nuevo par, se prueba unos pantalones redondos, lo que hace que la gente no pueda reconocerlo. Se eligió la fecha de estreno del episodio el 17 de julio debido a que coincide con el décimo aniversario de la serie; tras su lanzamiento, el episodio recibió críticas generalmente mixtas.

## Trama
El episodio comienza con el narrador francés recordando el día en que Bob Esponja «se cambió» los pantalones, algo que ocurrió hace tres días. Es día de lavar la ropa y Bob Esponja está secando una carga completa de sus «pantalones cuadrados». Pero mientras todos sus pantalones están en la secadora, Bob Esponja se distrae con Patricio, que quiere que Bob Esponja lo escuche hacer sonidos divertidos con la lengua durante mucho tiempo. Finalmente, Bob Esponja va a revisar sus pantalones, que se encogieron todos en la secadora; Se dirige al centro comercial a comprar pares nuevos. Al enterarse de que no habrá otro envío de «pantalones cuadrados» durante meses, Bob Esponja prueba varios estilos diferentes de pantalones en el centro comercial hasta que finalmente elige un par de «pantalones redondos».
Bob Esponja deambula por la ciudad y Patricio no puede reconocerlo debido a los pantalones nuevos. Bob Esponja es recibido por Arenita, quien se burla de Bob Esponja fingiendo que no lo reconoce y hace comentarios sobre su ropa de buena manera. Bob Esponja ve a Calamardo, quien también finge no conocerlo. Bob Esponja regresa a casa, aunque Patricio no lo deja entrar porque la casa pertenece a Bob Esponja antes de que él «se fuera».
Sintiéndose desanimado por la idea de que nadie sabe quién es, Bob Esponja decide comenzar una nueva vida como «Bob Esponja Pantalones Redondos», a lo que decide volver a postularse para su trabajo en el Krusty Krab. Cuando conoce a Calamardo en el restaurante, Bob Esponja actúa como si fuera la primera vez que postula en el Krusty Krab y nunca antes hubiera conocido a Calamardo. Calamardo decide aprovechar esto entrenando a Bob Esponja para que actúe como él, un empleado horrible, con la esperanza de que Bob Esponja sea despedido más tarde. Luego de una serie de quejas de los clientes, Mr. Krabs confronta a Bob Esponja por su pésimo trabajo, a lo que Bob Esponja le explica que como tiene pantalones nuevos, ya no es «Bob Esponja». Mr. Krabs luego convence a Bob Esponja de que debería quitarse los pantalones en ese momento. Bob Esponja, que ya no usa pantalones, continúa siendo su yo normal y vuelve a ser un buen empleado. Sin embargo, cuando Arenita entra y ve a Bob Esponja en ropa interior, ella (en broma) lo llama «Calzoncillos de Bob Esponja». Bob Esponja mira su ropa interior y grita horrorizado, poniendo fin al episodio.

## Producción
«To SquarePants or Not to SquarePants» fue escrita por Luke Brookshier, Nate Cash y Steven Banks, y la animación fue dirigida por el director supervisor Alan Smart. Brookshier y Cash también actuaron como directores del guion gráfico. El episodio se emitió originalmente en Nickelodeon en los Estados Unidos el 17 de julio de 2009, con una clasificación parental TV-Y7.
El episodio fue parte de la celebración del décimo aniversario de Bob Esponja de la cadena. A partir del 17 de julio de 2009 a las 8:00 pm EDT, Nickelodeon transmitió un maratón de Bob Esponja de 50 horas titulado «The Ultimate SpongeBob SpongeBash Weekend». El maratón comenzó con el estreno de «To SquarePants or Not to SquarePants» a las 8 pm.
El 21 de julio de 2009, el episodio estuvo disponible en la compilación en DVD del mismo nombre, junto con otros episodios de la sexta temporada «Squid's Visit», «The Splinter», «Slide Whistle Stooges», «Boating Buddies», «The Krabby Kronicle», «The Slumber Party» y «Grooming Gary». «To SquarePants or Not to SquarePants» también se lanzó en la compilación en DVD de la sexta temporada de la serie.

## Recepción
El episodio y su lanzamiento en DVD recibieron críticas mixtas. Paul Mavis de DVD Talk respondió positivamente al episodio y escribió que «Hay risas en 'To SquarePants or Not to SquarePants'». Gordon Sullivan de DVD Verdict le dio al episodio una puntuación de 5 sobre 10 y dijo que «[el episodio] fue una de las entradas más leves [en el DVD], con la broma central bastante bien manejada sin que nadie reconociera a Bob Esponja, pero duró demasiado, pero muchos fans lo criticaron debido a su trama». April Pohren de Blogcritics dijo que «[el episodio] es original y cómico».